# Cầu Barelang

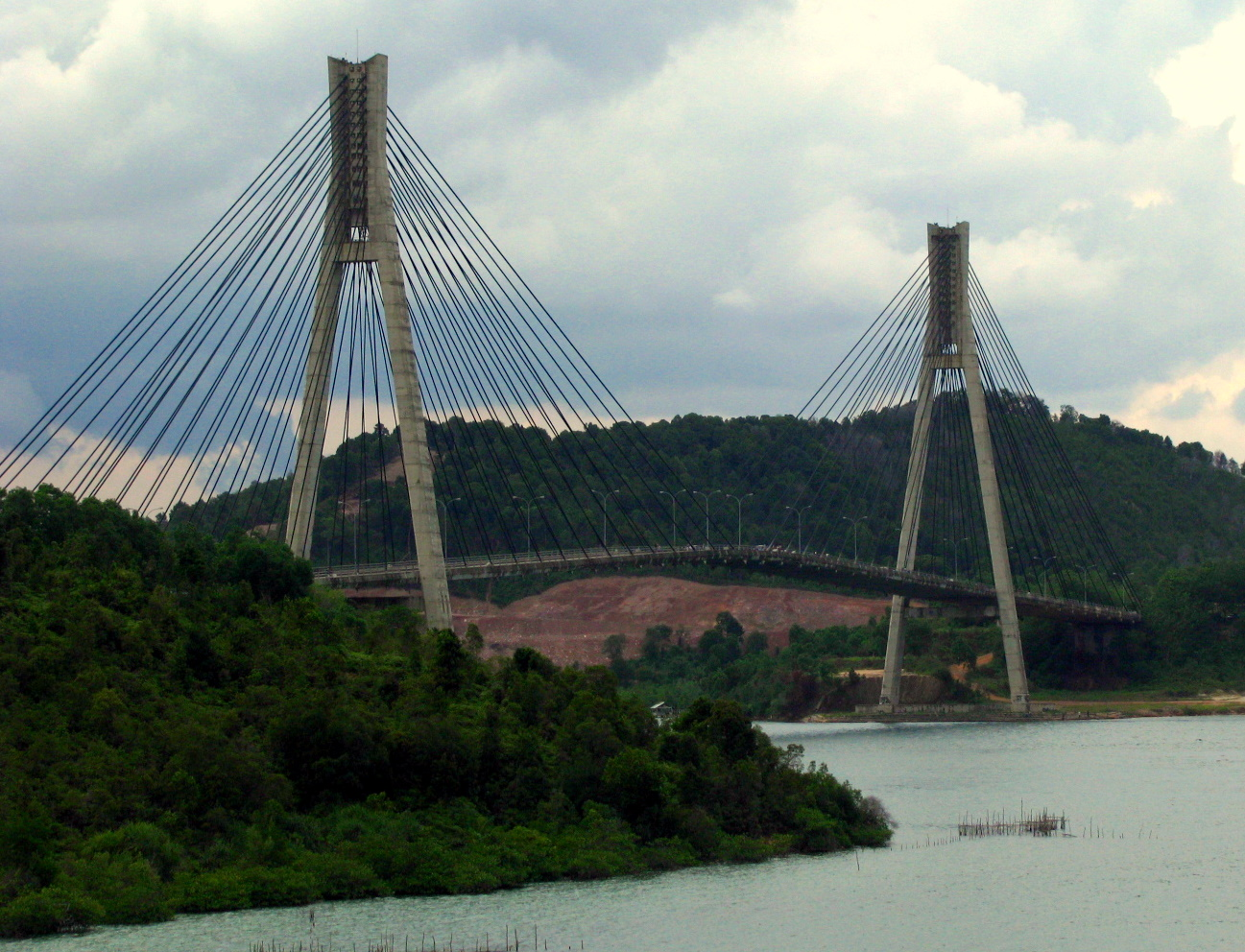
Tengku Fisabilillah ở lại cáp nối liền Đảo Batam và Đảo Tonton

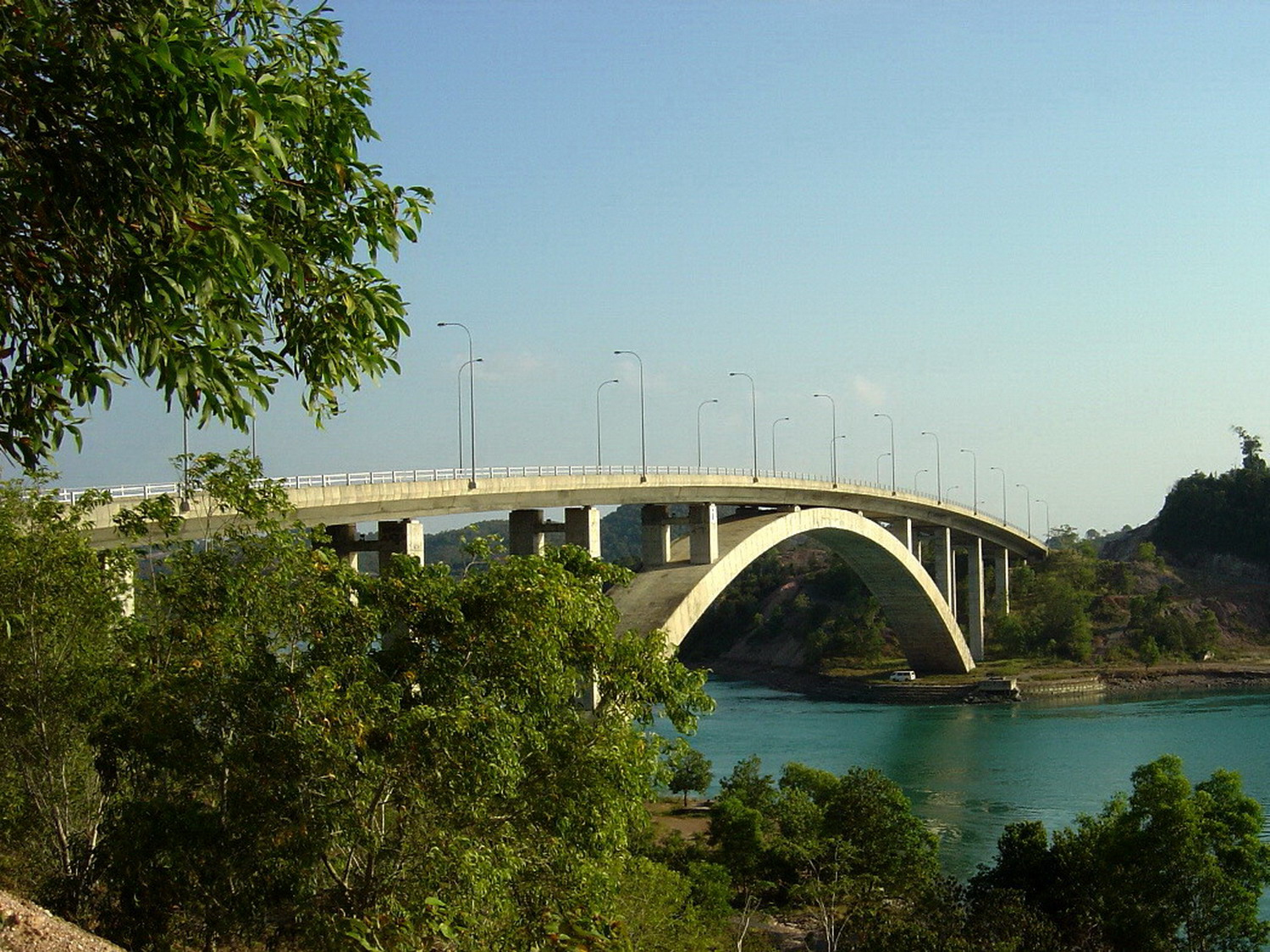
Cầu vòm Rempang-Galang

Cầu Barelang (Jawi: جمبتن باريلڠ; tiếng Trung: 巴里浪大橋; tiếng Indonesia: Jembatan Barelang) là một chuỗi gồm 6 cây cầu thuộc nhiều loại khác nhau kết nối các đảo Ba tam, thuộc quần đảo Riau được xây dựng vào năm 1997. Barelang cũng đề cập đến chính các hòn đảo, tất cả đều là một phần hành chính của đô thị Batam. Các hòn đảo nhỏ hơn Tonton, Nipah và Setotok (được coi là một phần của nhóm đảo Batam) kết nối Batam và Rempang. Toàn bộ khu vực Barelang bao gồm 715   km².
Một số người dân địa phương gọi cây cầu Jembatan Habibie theo tên của Tiến sĩ Jusuf Habibie, người giám sát dự án xây dựng, nhằm biến đảo Rempang và Galang thành các khu công nghiệp (giống như Batam ngày nay). Thiết kế ý tưởng cho 6 cây cầu được đề xuất bởi Bruce Ramsay của VSL. Tiến sĩ Habibie đã yêu cầu các thiết kế nên dựa trên một biến thể của các loại cầu kết cấu khác nhau, để giới thiệu và phát triển các công nghệ thiết kế & xây dựng cầu mới cho thị trường Indonesia. Theo thời gian, các vị trí cây cầu đã phát triển thành một điểm thu hút khách du lịch hơn là một tuyến đường giao thông.
Đoạn đường đầy đủ của tất cả sáu cây cầu dài tới 2 km. Đi từ cây cầu đầu tiên đến cây cầu cuối cùng là khoảng 50   km và mất khoảng 50 phút. Việc xây dựng những cây cầu bắt đầu vào năm 1992 và lấy tên từ những người cai trị thế kỷ mười lăm đến thế kỷ thứ mười tám của Vương quốc Hồi giáo Riau.

## Cầu
- Cầu Tengku Fisabilillah, kết nối đảo Batam và Tonton. Nó trải dài 642 mét và là cây cầu phổ biến nhất trong tất cả, là cây cầu dây văng với hai trụ cao 118 m và nhịp chính 350 m.[5]
- Cầu Tonton-Nipah, một cây cầu đúc hẫng với tổng chiều dài 420 m và nhịp chính 160 m.[6]
- Cầu Setoko-Nipah, một cây cầu dầm có tổng chiều dài 270 m và nhịp chính 45 m.[6]
- Cầu Setoko-Rempang, một cây cầu đúc hẫng với tổng chiều dài 365 m và nhịp chính 145 m.[6]
- Cầu Rempang-Galang, một cây cầu vòm có tổng chiều dài 385 m và nhịp chính dài 245 m. Mặt đường được xây dựng bằng phương pháp phóng tăng dần, theo đó sàn được xây dựng theo phương pháp cầu và sau đó được phóng theo chiều ngang bằng cách sử dụng các kích thủy lực với vòng bi trượt đặc biệt trên vòm được xây dựng trước đó.[6]